# Union Bordeaux Bègles
Union Bordeaux Bègles (wym. [yˈɲɔ̃ bɔʁˈdo ˈbɛgl], UBB) – francuski klub rugby union z Bordeaux występujący w najwyższej w kraju klasie rozgrywkowej, Top 14. Powstał w 2006 roku jako efekt fuzji zespołów Stade Bordelais oraz CA Bordeaux-Bègles Gironde, które łącznie zdobyły dziewięć tytułów mistrza Francji.

## Historia

### Rywalizacja dwóch klubów
Przez wiele lat w Bordeaux funkcjonowały powołane na przełomie XIX i XX wieku dwa kluby rugby: Stade Bordelais oraz CA Bordeaux-Bègles.
Założone w 1899 roku Association Sportive du Stade Bordelais od momentu powstania było klubem wielosekcyjnym. Już na samym początku swojej działalności, w roku 1901 i ponownie w 1903, Stade Bordelais połączyło się z Bordeaux Université Club, tworząc tym samym „Stade Bordelais Université Club” (SBUC), pod jaką nazwą występowało przez niemal całe następne stulecie. W latach 1899–1911 siedmiokrotnie zdobywało mistrzostwo, ponadto pięć razy przegrywając dopiero w finale rozgrywek. Tytuł z roku 1899 był pierwszym zdobytym przez klub spoza Paryża. W kolejnych latach drużynie nie wiodło się jednak w rozgrywkach ligowych, w których ostatecznie trafiła na poziom amatorski. Rozgrywki te Stade Bordelais wygrało w roku 1959, ponownie awansując do pierwszej dywizji. Sztukę tę udało się powtórzyć – po kolejnych spadkach – w roku 1972 oraz w 1989. W roku 1997, w rok po spadku na drugi poziom rozgrywkowy, powrócono do pierwotnej nazwy, „Stade Bordelais”. W 2004 roku, po przystąpieniu do rozgrywek Pro D2 (awans z Fédérale 1), klub oficjalnie przekształcono w drużynę profesjonalną.
Drugi z miejscowych klubów, Club Athlétique Béglais (CAB), powstał w 1907 roku w Bègles, na przedmieściach Bordeaux. Już w 1913 roku zespół awansował do pierwszej ligi, z której nie spadł przez kolejnych 90 lat. Pierwsze trofeum, puchar Francji, drużyna CAB zdobyła w 1949 roku, zaś 20 lat później po raz pierwszy wywalczyła tytuł mistrzowski. W latach 80. klub z Bègles – przede wszystkim ze względów komercyjnych – skupił swoją działalność na pobliskiej metropolii. W związku z tym przyjął nową nazwę: w roku 1983 „CA Bègles-Bordeaux” (CABB), a w 1988 „CA Bègles-Bordeaux Gironde” (CABBG). W 1991 roku klub wywalczył swoje drugie mistrzostwo kraju, a dziewięć lat później, dołączając do Top 16, uzyskał status profesjonalny. W 2003 roku ze względu na problemy finansowe UCBBG zostało karnie zdegradowane do Pro D2, skąd po roku spadło do amatorskiej Fédérale 1 – dokładnie wówczas, gdy do Pro D2 awansowało Stade Bordelais.

### Wspólny zespół
Sytuacja, w której w jednym mieście istniały dwa balansujące na granicy zawodowstwa kluby, wpływała negatywnie zarówno na ich poziom sportowy, jak i finanse. W czerwcu 2006 roku – pomimo sprzeciwu środowisk związanych z oboma zespołami – doszło do połączenia seniorskich męskich drużyn Stade Bordelais i CA Bordeaux-Bègles Gironde. Jednocześnie oba kluby zachowały pozostałe sekcje (w tym juniorskie i żeńskie sekcje rugby). W ten sposób powstał zespół, który przyjął kompromisową, choć długą nazwę „Union Stade Bordelais Club Athlétique Bordeaux-Bègles Gironde” (USBCABBG), którą w maju 2008 roku skrócono do „Union Bordeaux Bègles” (UBB). Nowo powstała drużyna rozpoczęła zmagania na drugim poziomie ligowym, w Pro D2, gdzie zajęła miejsce Stade Bordelais. W 2011 roku UBB po raz pierwszy w swojej krótkiej historii awansowało do elity.
W 2025 drużyna UBB wygrała rywalizację w European Rugby Champions Cup.
W związku z nietypową historią klubu drużyna rozgrywa swoje mecze na dwóch stadionach: Stade Chaban-Delmas w Bordeaux oraz na Stade André Moga w Bègles. W sezonie ligowym 2013/2014 na pierwszym z nich zaplanowano rozegranie ośmiu meczów ligi Top 14 i jeden Europejskiego Pucharu Challenge, zaś na drugim pięć ligowych i dwa pucharowe.
Również klubowe barwy i herb stanowią efekt kompromisu. W dwudzielnym logotypie zawarto zarówno granatowo-białą szachownicę klubu z Bègles, jak i złotego „Lwa Akwitanii” w czarnym polu, symbol Stade Bordelais. Klubowe stroje mają przede wszystkim kolory bordowy (neutralny, nawiązujący do regionu) i biały, choć wykorzystuje się także motyw szachownicy. Na maskotkę drużyny wybrano lwa Léo.